# 1921-es Giro d’Italia
Az 1921-es Giro d’Italia volt a 9. olasz kerékpáros körverseny. Május 25-én kezdődött és június 12-én ért véget. A verseny 10 szakaszból állt, ezek össztávja 3107 km volt. A végső győztes az olasz Giovanni Brunero lett a szintén olasz Gaetano Belloni és Bartolomeo Aymo előtt.

## Szakaszok
| Szakasz | Rajt    | Cél     | km  | Szakaszgyőztes      | Összetettben vezető |
| 1.      | Milánó  | Merano  | 333 | Costante Girardengo | Costante Girardengo |
| 2.      | Merano  | Bologna | 348 | Costante Girardengo | Costante Girardengo |
| 3.      | Bologna | Perugia | 321 | Costante Girardengo | Costante Girardengo |
| 4.      | Perugia | Chieti  | 328 | Costante Girardengo | Costante Girardengo |
| 5.      | Chieti  | Nápoly  | 264 | Gaetano Belloni     | Gaetano Belloni     |
| 6.      | Nápoly  | Róma    | 299 | Luigi Annoni        | Gaetano Belloni     |
| 7.      | Róma    | Livorno | 341 | Giovanni Brunero    | Giovanni Brunero    |
| 8.      | Livorno | Parma   | 242 | Luigi Annoni        | Giovanni Brunero    |
| 9.      | Parma   | Torino  | 320 | Gaetano Belloni     | Giovanni Brunero    |
| 10.     | Torino  | Milánó  | 305 | Gaetano Belloni     | Giovanni Brunero    |

## Végeredmény
|     | Versenyző           | Idő             |
| --- | ------------------- | --------------- |
| 1.  | Giovanni Brunero    | 120 óra 24' 39" |
| 2.  | Gaetano Belloni     | 41"             |
| 3.  | Bartolomeo Aymo     | 19' 47"         |
| 4.  | Lucien Buysse       | 39' 00"         |
| 5.  | Angelo Gremo        | 47' 28"         |
| 6.  | Federico Gay        | 59' 33"         |
| 7.  | Alfredo Sivocci     | 1 óra 24' 27"   |
| 8.  | Clemente Canepari   | 2 óra 24' 08"   |
| 9.  | Giovanni Rossignoli | 2 óra 24' 25"   |
| 10. | Luigi Annoni        | 2 óra 36' 57"   |